# 石河子大学

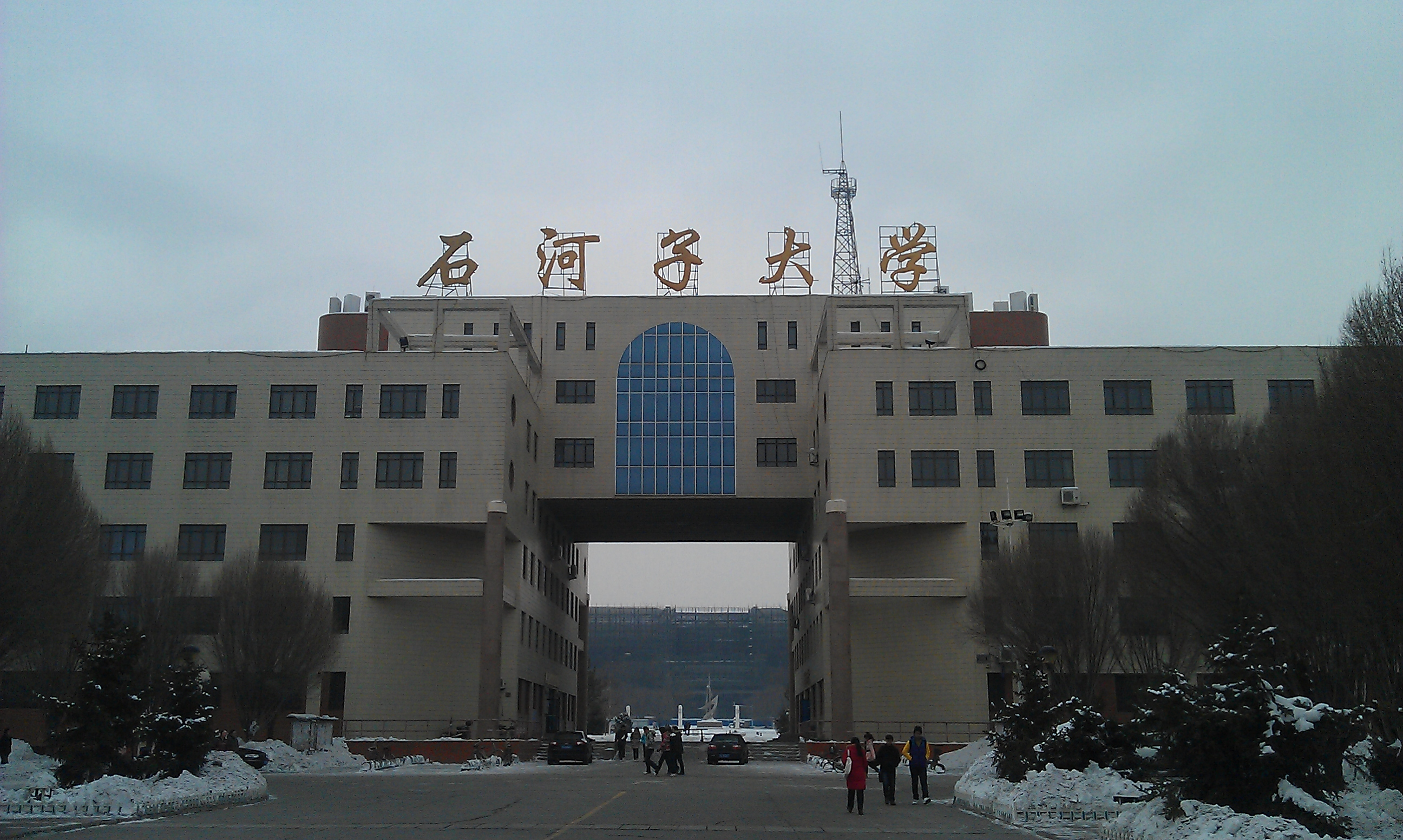

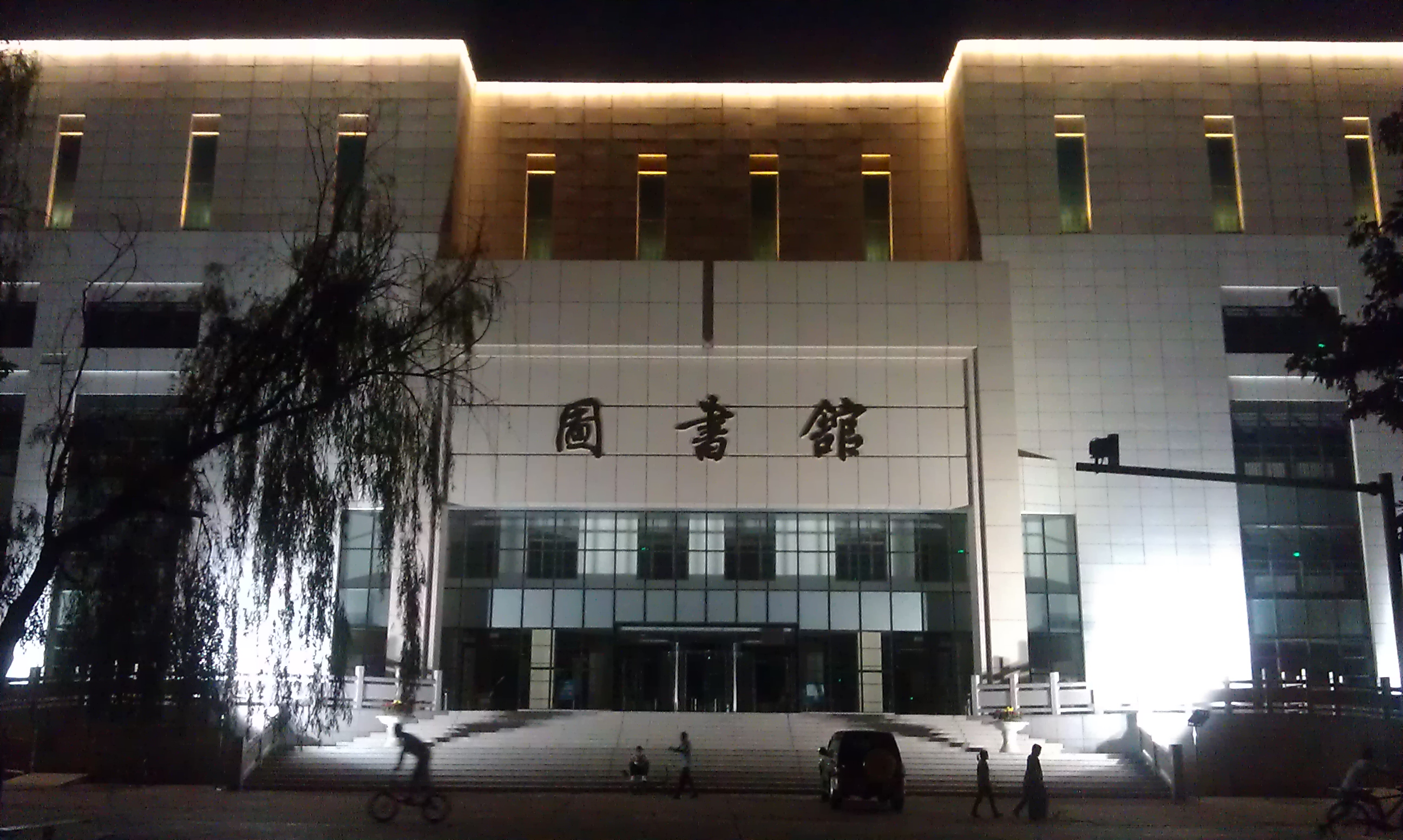
石河子大学图书馆

石河子大学（維吾爾語：شىخەنزە ئۇنىۋېرسىتېتى‎Shixenze Uniwërsitëti），简称石大，前身是石河子农学院、石河子医学院等，是一所位于中国新疆石河子市的公立综合性大学，隶属于新疆生产建设兵团。始建于1949年，1996年由原农业部部属的石河子农学院、石河子医学院、兵团师范专科学校和兵团经济专科学校四校联合组建，因位于石河子市而得名。
1949年，石河子大学的前身第一兵团卫生学校在中国人民解放军西北野战军解放甘肃天水筹建，后在兰州正式成立。1950年随军队进疆后于乌鲁木齐建校改称新疆军区卫生学校。1954年新疆军区生产建设兵团成立后，学校划归兵团，更名新疆军区生产建设兵团卫生学校，后于1958年搬至石河子市。1959年-1962年，兵团农学院、兵团师范专科学校、兵团医学专科学校、兵团经济干部学校相继在石河子成立。1996年，四校合并为石河子大学。
石河子大学是中华人民共和国教育部和新疆生产建设兵团共建高校（省部共建）、是中国“双一流”建设高校、原「211工程」重点建设大学、「中西部高校綜合實力提升工程」（一省一校）入選高校，国家西部重点建设十四所高校之一，中西部高校联盟成员。
石河子大学目前有2个校区（石河子校区、五家渠校区），石河子校区包括中区（会泽区）、北区（绿苑区）、南区（杏林区）、东区（东苑区）、北苑新区（北五路）、南苑新区（在建）及石大教学实验场，校园面积180.2万平方米，教学实验场占地2.97万亩，此外还规划有南山新校区，位于石河子市南山新区，已进入规划设计阶段。

## 历史沿革

### 1949年至1969年

#### 第一兵团卫生学校—兵团医学院
1949年，中国人民解放军解放新疆的进军途中，第一兵团司令员王震指示时卫生部长潘世征，要办学校、办医院。创办了中国人民解放军第一兵团卫生学校，成为石河子大学的前身。1950年1月在乌鲁木齐市改为新疆军区卫生学校；1952年，新疆推行三区社会改革工作，卫生学校组建牧区医疗队奔赴伊犁、塔城等地，参与社会改革。1954年，该校改为新疆军区生产建设兵团卫生学校；1958年5月由乌鲁木齐迁往石河子现校址；1959年扩建为兵团医学专科学校，兵团第二医院改为其附属医院；1965年改制升格更名为新疆军区生产建设兵团医学院，同年，兵团第二医院卫生学校改为兵团医学院护士学校。

#### 兵团农学院
1958年，原属兵团领导和管理的八一农学院（现新疆农业大学）移交新疆维吾尔自治区，兵团党委开始酝酿重新组建一所农学院，时任兵团党委第二书记、兵团副政委张仲瀚说：“八一农学院已经交出去了，就不必再提了。另办一所农学院要自治区和中央支援，或者办一所综合大学。现在可以作准。如果搞得快，到明年暑假开学。我们可以向自治区写一个报告。”
1959年11月1日，兵团农学院（后改名石河子农学院）正式成立。随后，在1959年冬，新疆军区生产建设兵团会计培训队（原新疆生产建设兵团经济专科学校前身）在乌鲁木齐成立。
1965年，周恩来、陈毅等人曾视察兵团农学院。

#### 兵团财经干部学校
1962年10月，“新疆生产建设兵团财经干部学校”宣布成立。此后在此基础上转设更名了兵团经济专科学校、兵团财经干部学校、兵团教育学院、兵团师范专科学校等。
文化大革命时期，兵团的高等教育受到重创，兵团农学院、兵团财经干部学院等几所学校遭创巨大的挫折，历经解散、撤销、搬迁、重建。

### 1987年至今
1996年4月，由农业部部属的石河子农学院、石河子医学院、兵团师范专科学校和兵团经济专科学校合并组建石河子大学。最早建校的石河子医学院建于1949年。
2000年8月，被确定为国家西部重点建设高校。2008年12月31日，石河子大学正式进入国家“211工程”重点建设高校行列。2012年，入选“中西部高校基础能力建设工程”高校和“中西部高校综合实力提升工程”（一省一校）高校。2017年，入选国家“双一流”（一流学科）建设高校。2018年，成为教育部与新疆生产建设兵团“部省合建”高校。2022年，入选新一轮国家“双一流”建设高校。
2021年1月25日，经中华人民共和国教育部批准，原由石河子大学管理的独立学院石河子大学科技学院脱离该校管理，与新疆兵团警官高等专科学校两校（院）合并转设，重新组建为公办普通高等学校新疆政法学院，由新疆生产建设兵团领导管理。

## 概况

### 师资力量与教学设施
石河子大学现有在校生41000人，其中普通本科生22462人，普通专科生1725人，硕士、博士研究生6482人，成人学生9916人，留学生415人。现有教职工2633人，专任教师1936人。现有中国工程院院士2人，入选国家级人才项目40人次，享受政府特殊津贴专家76人，“全国高校黄大年式教师团队”2个，教育部“新世纪优秀人才支持计划”8人，省部级以上专家人才88人。教授387人、副教授757人。
学校有97个本科专业（招生专业85个）、9个一级学科博士学位授权点、1个专业学位博士授权点、30个一级学科硕士学位授权点、30个专业学位硕士授权点。4个博士后科研流动站、2个博士后科研工作站。现有国家一流建设学科1个、国家重点学科1个、部省合建学科群2个、自治区重点学科10个。临床医学、农业科学、化学、植物与动物科学4个学科进入ESI全球前1%。
有附属医院4个，建筑面积34万平方米，床位数4200个，职工4741人。图书馆现有纸质图书300余万册，电子图书近400余万册，万方、维普、CNKI、Springer LINK等中外文数据库110个。以兵团地方文献、中亚文献、古籍文献、硕博论文、石大学子文库及珍稀文献为特色馆藏的各类文献5.8万余种，十万余册。珍藏有《四库全书》、《传世藏书》、《中华再造善本》等多部珍贵文献，是联合国粮农组织（FAO）藏书点，省级科技查新单位。

### 教学机构
| 学院             | 系                 | 学院                                    | 系                                 | 学院           | 系             |
| ---------------- | ------------------ | --------------------------------------- | ---------------------------------- | -------------- | -------------- |
| 化学化工学院     | 化学系             | 信息科学与技术学院 （网络空间安全学院） | 计算机科学与技术系                 | 经济与管理学院 | 会计学系       |
| 化学化工学院     | 化工系             | 信息科学与技术学院 （网络空间安全学院） | 数据科学与大数据技术系             | 经济与管理学院 | 经济学系       |
| 化学化工学院     | 环工系             | 信息科学与技术学院 （网络空间安全学院） | 数据科学与大数据技术系             | 经济与管理学院 | 农林经济管理系 |
| 化学化工学院     | 应化系             | 信息科学与技术学院 （网络空间安全学院） | 网络空间安全系                     | 经济与管理学院 | 农林经济管理系 |
| 化学化工学院     | 材料系             | 动物科技学院                            | 动物医学系                         | 经济与管理学院 | 工商管理系     |
| 机械电气工程学院 | 农业机械工程系     | 动物科技学院                            | 动物科学系                         | 师范学院       | 教育系         |
| 机械电气工程学院 | 机械工程系         | 医学院                                  | 基础医学系                         | 师范学院       | 课程与教学系   |
| 机械电气工程学院 | 电气工程系         | 医学院                                  | 临床医学系                         | 师范学院       | 心理学系       |
| 机械电气工程学院 | 工业工程系         | 医学院                                  | 护理系                             | 师范学院       | 教育技术系     |
| 机械电气工程学院 | 电子信息工程系     | 医学院                                  | 医学影像系                         | 文学艺术学院   | 中国语言文学系 |
| 水利建筑工程学院 | 水利系             | 医学院                                  | 预防医学系                         | 文学艺术学院   | 新闻与传媒系   |
| 水利建筑工程学院 | 土木系             | 医学院                                  | 口腔医学系                         | 文学艺术学院   | 美术与设计系   |
| 水利建筑工程学院 | 给排系             | 医学院                                  | 医学检验系                         | 文学艺术学院   | 音乐与舞蹈系   |
| 水利建筑工程学院 | 力学系             | 医学院                                  | 病理学系                           | 马克思主义学院 | 历史系         |
| 食品学院         | 葡萄与葡萄酒工程系 | 药学院                                  | 药理与临床药学系                   | 法学院         | 法律系         |
| 食品学院         | 食品质量与安全系   | 药学院                                  | 药理与临床药学系                   | 法学院         | 政治学系       |
| 食品学院         | 食品科学与工程系   | 药学院                                  | 中药与天然药物学系                 | 法学院         | 社会学系       |
| 农学院           | 农学系             | 药学院                                  | 中药与天然药物学系                 | 法学院         | 公共管理系     |
| 农学院           | 植物保护系         | 药学院                                  | 药学系                             | 外国语学院     | 英语系         |
| 农学院           | 植物保护系         | 生命科学学院                            | 生物科学系                         | 外国语学院     | 俄语系         |
| 农学院           | 农业资源与环境系   | 生命科学学院                            | 生物技术系                         | 外国语学院     | 东方语言文化系 |
| 农学院           | 农业资源与环境系   | 理学院                                  | 数学系                             | 外国语学院     | 公共外语教学系 |
| 农学院           | 园艺系             | 理学院                                  | 物理系                             | 外国语学院     | 小语种教学系   |
| 农学院           | 林学系             | 理学院                                  | 旅游与地理系                       | 体育学院       | 体育教育系     |
| 商学院           | 商学院             | 兵团教育学院                            | 兵团教育学院                       | 体育学院       | 运动训练系     |
| 继续教育学院     | 继续教育学院       | 石河子大学医学院（塔里木大学）分院      | 石河子大学医学院（塔里木大学）分院 | 孔子学院       | 孔子学院       |

### 学科评估
第四轮学科评估于2017年完成，结果按“分档”方式呈现，具体方法是按“学科整体水平得分”的位次百分位，将前70%的学科分9档公布：前2%（或前2名）为A+，2%～5%为A（不含2%，下同），5%～10%为A-，10%～20%为B+，20%～30%为B，30%～40%为B-，40%～50%为C+，50%～60%为C，60%～70%为C-。
| 序号 | 学科代码 | 学科名称       | 参评高校数 | 评估结果 |
| 1    | 0817     | 化学工程与技术 | 144        | B-       |
| 2    | 0828     | 农业工程       | 37         | B-       |
| 3    | 1202     | 工商管理       | 240        | C+       |
| 4    | 0901     | 作物学         | 42         | C        |
| 5    | 0902     | 园艺学         | 36         | C        |
| 6    | 0905     | 畜牧学         | 44         | C        |
| 7    | 1001     | 基础医学       | 78         | C        |
| 8    | 1002     | 临床医学       | 86         | C-       |
| 9    | 0202     | 应用经济学     | 155        | C-       |
| 10   | 0401     | 教育学         | 101        | C-       |
| 11   | 0906     | 兽医学         | 41         | C-       |
| 12   | 1203     | 农林经济管理   | 39         | C-       |

### 排名声誉
| 排行榜               | 年份      | 国内排名 | 世界排名 |
| -------------------- | --------- | -------- | -------- |
| 软科世界大学排名     | 2024      | 136      | 901-1000 |
| 校友会中国大学排名   | 2024      | 221      |          |
| 武书连中国大学排名   | 2024      | 162      |          |
| USNEWS世界大学排名   | 2024-2025 | 321      | 2010     |
| 美国SCImago排名      | 2024      | 186      | 2932     |
| 沙特CWUR世界大学排名 | 2022-2023 | 220      | 1483     |

## 校园文化

#### 校风校训
学校校风为“团结、务实、求真、创新”。
学校校训为“明德正行、博学多能”。

#### 校徽
学校校徽包括徽志和徽章。
　　学校徽志为双圆套圆形徽标。内圆为绿色，中间是白色草书“天山”图案；外圆为白色，上半部是江泽民题写的橙红色校名，下半部是英文书写的绿色校名。

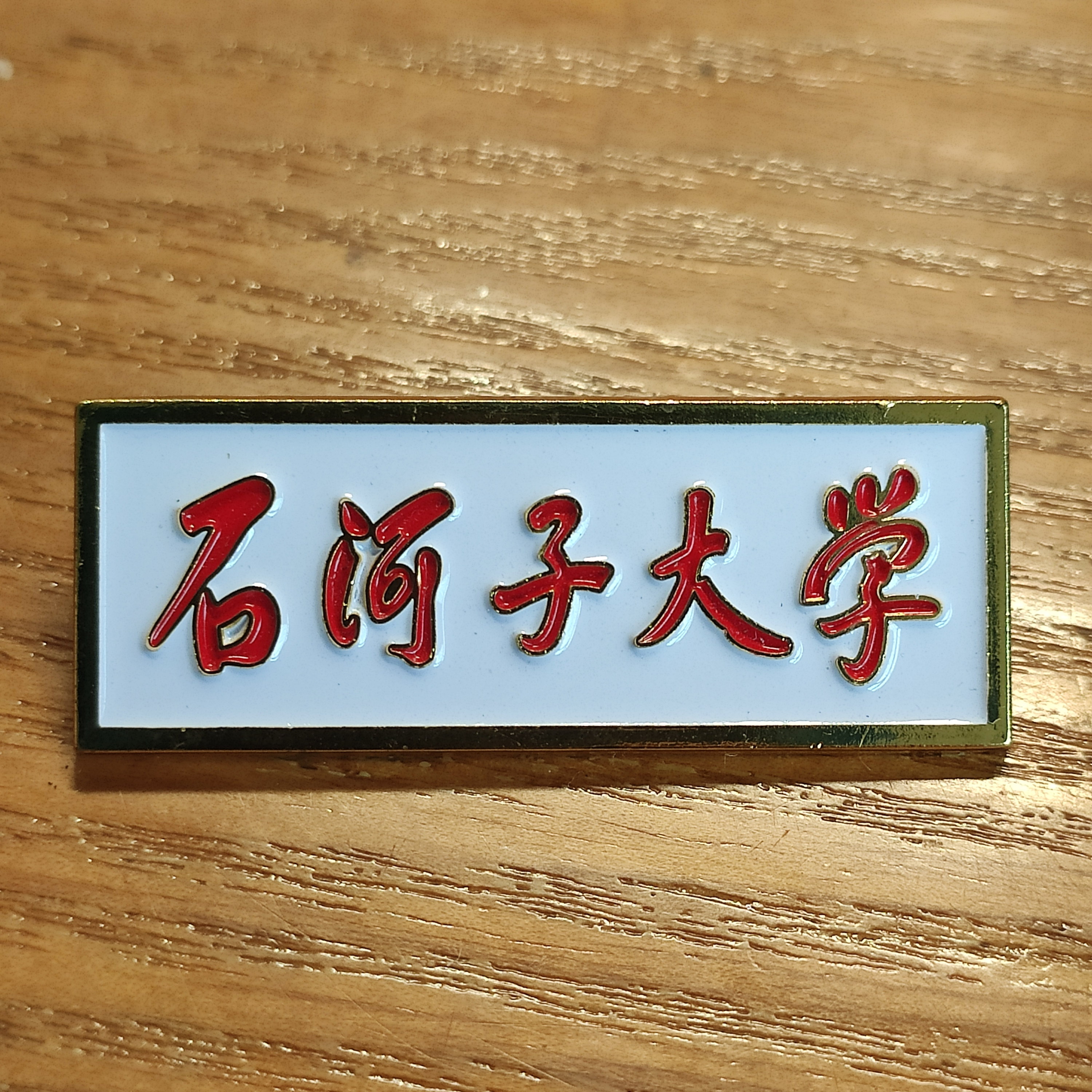
石河子大学学生徽章

　　学校徽章为题有校名的长方形证章，教职员工为红底黄字，学生为白底红字。

#### 校歌
石河子大学校歌名为《母校，我永远的家园》，为2009年石河子大学60周年时经投票选出。

## 校友
- 张庆黎（全国政协副主席）
- 刘江（原中华人民共和国农业部部长）
- 阿布力孜·尼牙孜（新疆生产建设兵团党委常委、副政委）
- 吐逊江·艾力（新疆维吾尔自治区农业农村厅厅长）
- 李志敏（农学院植物保护系辅导员，全国人大代表）
- 热孜万古丽·加马力（全国人大代表）
- 陈黎明（IBM大中华区董事长）

## 争议事件
2012年12月，原石河子大学文学艺术学院教授王欣欣、副教授刘希里因学术不端遭网络曝光，并被多家主流媒体报道，在教育界引起广泛关注。
2013年10月28日，石河子大学博学楼的LED大屏幕播放学生课堂违纪现象，引发网友讨论。